# Поїзд (фільм)
«Поїзд» (англ. The Train) — військовий бойовик 1964 року.

## Сюжет
1944 рік. Армія союзників наближається до окупованого фашистами Парижу. Полковник фон Валдхейм вирішує вивести з міста до Німеччини на поїзді безцінні картини, награбовані в музеях Парижа. Директор музею мадмуазель Віллар намагається переконати робочого залізничного депо Лабіша не дати картинам покинути Францію. Але Лабіш, вже давно і успішно ведучий підпільну підривну діяльність проти фашистів, не хоче ризикувати життями своїх людей заради картин, маючи намір підірвати німецький потяг з бойовою технікою та боєприпасами. Але коли фашисти вбивають старого друга Лабіша Папу Буля, а його самого звинувачують у саботажі, він вирішує зупинити фон Валдхейма і його потяг з награбованими картинами.

## У ролях
| Актор            | Роль                   |
| ---------------- | ---------------------- |
| Берт Ланкастер   | Лабіш                  |
| Пол Скофілд      | полковник фон Валдхейм |
| Жанна Моро       | Крістіна               |
| Сюзанн Флон      | мадемуазель Віллар     |
| Мішель Симон     | Папа Буль              |
| Вольфганг Прайс  | Геррен                 |
| Альберт Ремі     | Дідонт                 |
| Чарльз Міллот    | Пескіт                 |
| Річард Мунк      | Фон Любіц              |
| Жак Марін        | Жак                    |
| Пол Боніфас      | Спінет                 |
| Жан Бушо         | Шмідт                  |
| Дональд О'Браєн  | Шварц                  |
| Жан-П'єр Золя    | Октава                 |
| Артур Браусс     | Пілзер                 |
| Жан-Клод Берк    | майор                  |
| Говард Вернон    | Дітріх                 |
| Луї Фалавігна    | залізничний робочий    |
| Річард Бейлі     | Гроте                  |
| Крістіан Фуїн    | Роберт                 |
| Гелмо Кіндерманн | офіцер артилерії       |
| Роже Люмон       | інженер-механік        |
| Жерар Бур        | капрал                 |
| Крістіан Ремі    | Таубер                 |